# Sildberin
Die Sildberin ist eine Personenfähre der Färöer. Sie verkehrt zwischen Sandur und Skúvoy.
Neben dem Hubschrauberdienst von Atlantic Airways ist die Sildberin das einzige öffentliche Verkehrsmittel, das die Bewohner von Skúvoy mit der Außenwelt verbindet.

## Herkunft und Bedeutung
Der Name Sildberin ist färöisch und bedeutet wörtlich „der Heringsträger“.
Damit ist der Lundi (Papageitaucher) gemeint, der bis zu 20 kleine Fische mit seinem Schnabel aufnehmen kann, ohne die zu verlieren, die er bereits aufgesammelt hat – ein bisher ungeklärtes Naturphänomen.

## Route 66 Sandur - Skúvoy

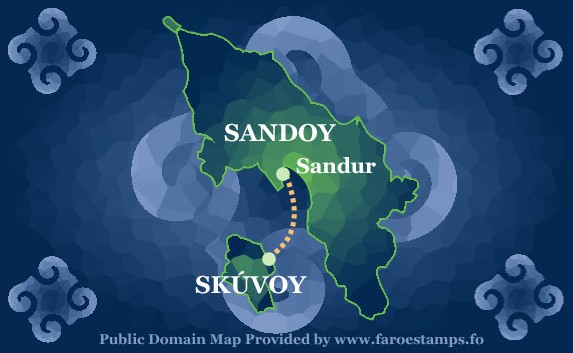
Fährlinie Route 66 der Färöer – eine Reise in die Vergangenheit zur Wikingerzeit auf den Färöern. Grafik von Anker Eli Petersen

Die 35-minütige Überfahrt auf der Fährlinie 66 findet zwei- bis dreimal täglich statt. Damit ermöglicht die Sildberin günstige Tagesausflüge auf die Heimat des Sigmundur Brestisson, dessen Grab auf Skúvoy eine der Hauptattraktionen des Landes ist.